# Козловљева пика
Козловљева пика (Ochotona koslowi) је врста сисара из реда двозубаца и породице пика (Ochotonidae). 

## Распрострањење
Кина је једино познато природно станиште врсте.

## Станиште
Козловљева пика (Ochotona koslowi) има станиште на копну.

## Угроженост
Козловљева пика се сматра угроженом.

### Популациони тренд
Популација козловљеве пике се смањује, судећи по расположивим подацима.